# Cour d'assises de Mayotte
Le département français de Mayotte dispose d'une organisation de cour d'assises qui est différente de celle que l'on trouve en France métropolitaine. Elle se situe dans le chef-lieu, Mamoudzou.

## Historique
Avant la cour d'assises de Mayotte, il existait une cour criminelle composée d'un président, magistrat du siège, et de quatre assesseurs (six en appel depuis 2000). Le président de la cour criminelle était le président du tribunal supérieur d'appel ou un magistrat du siège délégué par lui. 
La réforme du 29 mars 2011 a remplacé la cour criminelle par une cour d'assises. Toutefois, celle-ci est composée d'assesseurs-jurés, qui sont, comme les assesseurs avant la réforme, au nombre de quatre en première instance et de six en appel.

## Composition de la cour
La cour d'assise de Mayotte est régie par les articles 885 à 888 du Code de procédure pénale.  L'article 885 du Code de procédure pénale dispose que :
- « Le jury de la cour d'assises de Mayotte est composé de trois assesseurs-jurés lorsque la cour d'assises statue en premier ressort et de six assesseurs-jurés lorsqu'elle statue en appel[1] ».
- Comme les jurés d'assises, les assesseurs de la cour d'assises de Mayotte doivent être de nationalité française, être âgés de plus de vingt-trois ans, savoir lire et écrire en français et jouir des droits politiques, civils et de famille. Mais ils doivent, en outre, « présent[er] des garanties de compétence et d'impartialité. Pour chaque session, ils sont tirés au sort sur une liste arrêtée conjointement par le préfet et le président du tribunal judiciaire, et composée de personnes proposées par le procureur de la République et les maires.